# Климов, Борис Николаевич (физик)
Борис Николаевич Климов (9 ноября 1932, д. Печниково, Каргопольский район, Северный край, РСФСР — 26 декабря 2010, Саратов, Российская Федерация) — советский и российский учёный-физик, профессор, доктор технических наук, член-корреспондент РАЕН, заведующий кафедрой физики полупроводников факультета нано- и биомедицинских технологий Саратовского государственного университета.

## Биография
Родился в семье лесника.
В 1954 г. окончил физико-математический факультет Архангельского педагогического института, в 1963 г. — аспирантуру кафедры физики твердого тела СГУ. Прошёл путь от ассистента до профессора, заведующего организованной им в 1981 г. кафедрой физики полупроводников.
В 1964 г. защитил кандидатскую диссертацию, а в 1979 г. — диссертацию на соискание учёной степени доктора технических наук по специальности «Физика полупроводников и диэлектриков».
Под его руководством защищено более 20 кандидатских диссертаций.
Основные исследования в сфере гетеропереходов в полупроводниках, полупроводниковой электроники СВЧ и КВЧ, молекулярной электроники, квантово-размерных полупроводниковых наногетероструктур органик — неорганик (ГСОН), магнитных органических плёнок. Созданные и разработанные под его руководством полупроводниковые приборы для диагностики плазмы («Токамак»), зондирования атмосферы, специальные приёмные устройства связи внедрены в Институте атомной энергии имени И. В. Курчатова, Институтах общей и прикладной физики РАН, на ПО «Салют» (г. Нижний Новгород) и других предприятиях страны. Автор более 300 научных трудов, в том числе 25 Авторских свидетельств СССР и Патентов России, 6 монографий и учебных пособий.
В 1993 г. он инициировал создание лицея «Полупроводниковая электроника» на базе школы № 37 г. Саратова, до 2010 года был научным руководителем и председателем педагогического совета лицея.
Умер 26 декабря 2010 г.

## Основные работы
- Взаимодействие горячих носителей заряда с коротковолновым СВЧ-излучением: моногр. Саратов, 1976;
- Гетеропереходы в полупроводниках: учеб.-метод. пособие. Саратов, 1976 (в соавт. с Н. М. Цукерманом);
- Горячие носители заряда в постоянных и СВЧ-полях : учеб.-метод. пособие. Саратов, 1988 (в соавт. с В. А. Иванченко, Г. Ю. Науменко);
- Insights into physics of nanodimensional layers: [учеб.-метод. пособие]. Саратов, 2004 (в соавт. с Л-И. Сокиркиной и др.);
- Молекулярная электроника и плёнки Ленгмюра — Блоджетт: учебник Ч. 1/ под ред. Б. Н. Климова и С. Н. Штыкова. Саратов, 2004; и др.

## Награды и звания
- Заслуженный деятель науки Российской Федерации.

- Почётный гражданин Саратова.